# Tiêu Thống
Tiêu Thống (giản thể: 萧统; phồn thể: 蕭統; bính âm: Xiāo Tǒng, 501–531), tên tự Đức Thi (德施), xưng Chiêu Minh thái tử, là một thái tử của triều đại Lương trong lịch sử Trung Quốc. Ông là trưởng tử của Lương Vũ Đế Tiêu Diễn, song đã qua đời trước cả phụ hoàng. Tiêu Thống để lại cho hậu thế tác phẩm Văn tuyển- một bộ tổng tập thi văn.

## Thời thơ ấu
Khi Tiêu Thống sinh ra, cha ông đã gần như giành được chiến thắng trong cuộc nội chiến chống lại hoàng đế Tiêu Bảo Quyển. Tiêu Thống sinh ra tại căn cứ Tương Dương của Tiêu Diễn, mẹ của ông là Đinh Lệnh Quang (丁令光)- một người thiếp của Tiêu Diễn. Sau khi giành được chiến thắng, Tiêu Diễn đã buộc Nam Tề Hòa Đế Tiêu Bảo Dung phải thiện nhượng cho mình, tức Lương Vũ Đế, kết thúc triều Nam Tề và mở đầu triều Lương. Khi các hạ thần thỉnh cầu Lương Vũ Đế sách phong Tiêu Thống làm thái tử, Lương Vũ Đế thoạt đầu từ chối vì chưa bình định được quốc gia, song đến mùa đông năm 502, Tiêu Thống đã trở thành thái tử khi mới được một tuổi. Sau khi Tiêu Thống được sách phong thái tử, Đinh Lệnh Quang cũng không được phong làm hoàng hậu.
Tiêu Thống là một đứa trẻ thông minh, ân cần, và vâng lời phụ mẫu. Theo phong tục khi đó, vào năm 506, Tiêu Thống đến ở tại Vĩnh Phúc tỉnh (永福省). Trong những ngày tháng sau đó, ông không được phụ mẫu luôn ở bên mình, song cứ vài ngày hoặc lâu hơn thì Lương Vũ Đế sẽ lại dành vài ngày ở tại Vĩnh Phúc tỉnh. Năm 515, Tiêu Thống tiến hành nghi lễ thông qua và được tuyên bố đã trưởng thành, Lương Vũ Đế ban một mũ miện cho Tiêu Thống.

## Khi đã trưởng thành
Do Lương Vũ Đế là một Phật tử sùng đạo, Tiêu Thống cũng bị ảnh hưởng, ông đã chăm chú nghiên cứu Phật, thường mời các hòa thượng đến Đông cung để giảng dạy và thảo luận về Đạo pháp. Sau khi thực hiện nghi lễ thông qua, Lương Vũ Đế cũng bắt đầu trao dần các công việc quốc gia đại sự cho Tiêu Thống, bản thân Lương Vũ Đế trở nên ít tham gia vào các hoạt động thường nhật của quốc gia.
Năm 522, hoàng thúc Thủy Hưng quận vương Tiêu Đạm (蕭憺) của Tiêu Thống qua đời. Theo phong tục, một thái tử sẽ không để tang một thời gian với hoàng thúc, song Tiêu Thống cho rằng phong tục này là không đúng đạo, và do đó đã yêu cầu các quan lại thảo luận thêm về vấn đề này. Sau khi Lưu Hiếu Xước (劉孝綽) đề xuất rằng Thái tử để tang một tháng, ông đã đồng ý, và hành động này đã trở thành tiền lệ trong triều đình Lương.
Năm 526, Đinh quý tần lâm bệnh, Tiêu Thống đã dành nhiều ngày ở bên cạnh bà mà không nghỉ ngơi. Đinh quý tần qua đời vào mùa đông năm 526, khiến Tiêu Thống đã rất buồn, đến nỗi ông không ăn gì. Lương Vũ Đế đã cố gắng an ủi hoàng nhi khi chỉ ra rằng ông không nên làm hại đến ngọc thể và vẫn còn lại cha, do đó ông bắt đầu dùng cháo đặc song không ăn thêm gì. Tiêu Thống được mô tả là từng khá béo, song ông đã mất rất nhiều trọng lượng trong thời gian để tang Đinh quý tần.

## Qua đời

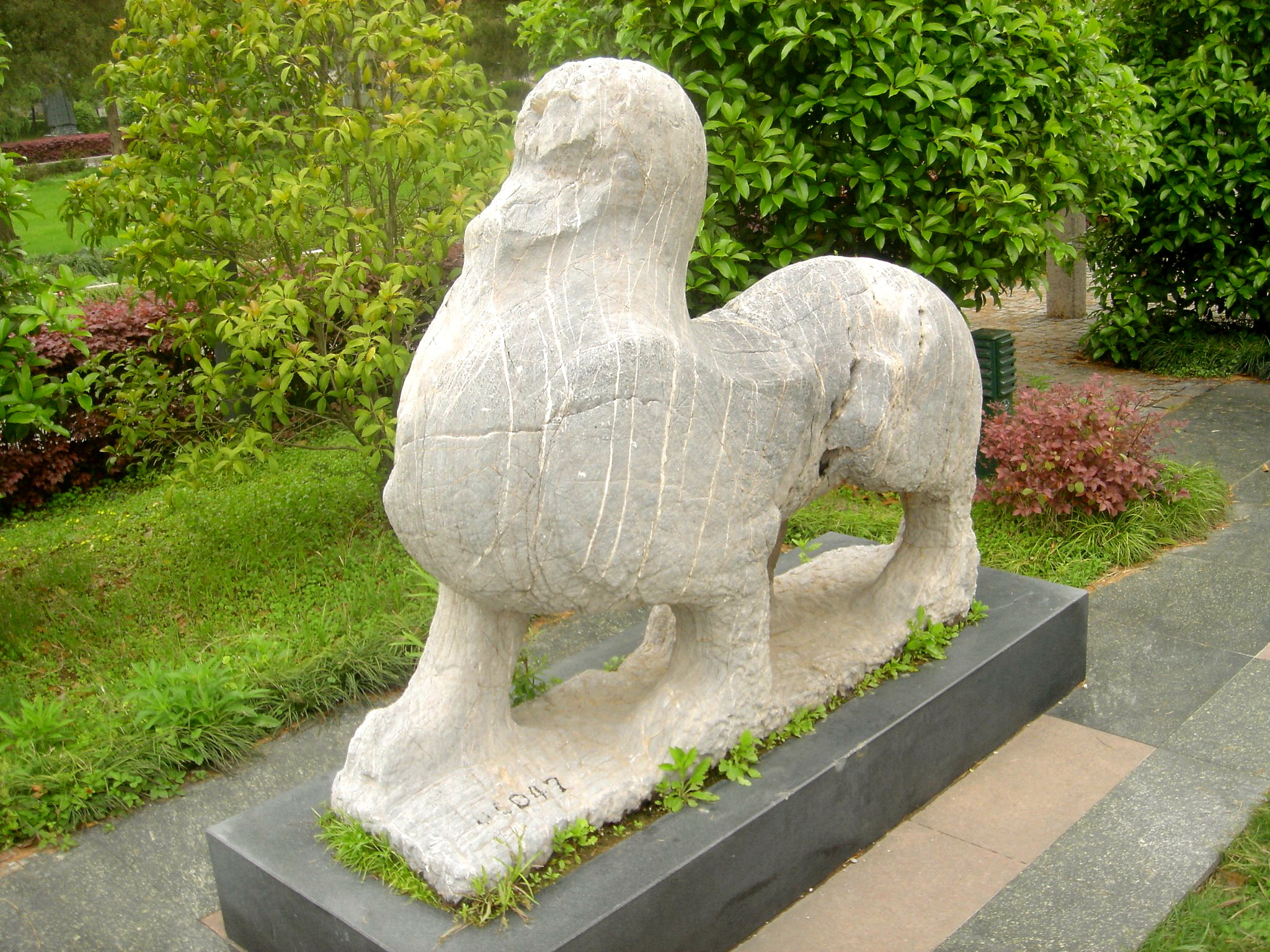
Thạch khắc trước mộ Chiêu Minh thái tử, nay nằm ở Bảo tàng Nam Kinh

Việc Đinh quý tấn qua đời đã dẫn đến rạn nứt trong mối quan hệ giữa Tiêu Thống và phụ hoàng. Tiêu Thống đã tìm được một địa điểm thích hợp để an táng Đinh quý tần, song một địa chủ đã hối lộ cho hoạn quan Du Tam Phó (俞三副) để thuyết phục Lương Vũ Đế rằng mảnh đất của người này sẽ đem đến may mắn cho hoàng đế, và do vậy Lương Vũ Đế đã mua đất và an táng Đinh quý tần tại đó. Tuy nhiên, đến khi Đinh quý tần được an táng, một đạo sĩ Đạo giáo đã nói với Tiêu Thống rằng mảnh đất đó sẽ đem đến vận xấu cho Tiêu Thống. Do đó, Tiêu Thống đã cho phép đạo sĩ chôn một vài món đồ để hóa giải vận xấu, như vịt sáp, tại vị trí dành cho người con trai trưởng. Sau đó, khi Bào Mạc Chi (鮑邈之) bị Ngụy Nhã (魏雅) chèn ép trong nội bộ nhóm người phụng sự Thái tử, ông ta đã báo với Lương Vũ Đế rằng Ngụy Nhã tiến hành ma thuật nhân danh Tiêu Thống. Đến khi Lương Vũ Đế điều tra thì đã tìm thấy vịt sáp, hoàng đế trở nên sửng sốt và tức giận, và muốn điều tra thêm. Lương Vũ Đế đã chỉ dừng lại khi được Từ Miễn (徐勉) khuyên can, và chỉ cho hành quyết đạo sĩ Đạo giáo. Vụ việc đã khiến Tiêu Thống bị làm cho bẽ mặt, và Thái tử đã không bao giờ có thể thanh minh hoàn toàn cho mình trong suy nghĩ của phụ hoàng.
Tiêu Thống qua đời vào năm 531. Ngay cả khi đã lâm bệnh nặng, do lo sẽ khiến phụ hoàng phải lo lắng cho mình, Tiêu Thống vẫn đích thân viết sớ tấu cho phụ hoàng. Sau khi Tiêu Thống qua đời, đích thần Lương Vũ Đế đã dự lễ thông dạ cho ông và cho chôn cất hoàng nhi trong một lăng mộ giống như của hoàng đế. Lương Vũ Đế cũng triệu trưởng tử của Tiêu Thống là Hoa Dung công Tiêu Hoan (蕭歡) trở về kinh thành Kiến Khang, chuẩn bị để lập Tiêu Hoan làm hoàng thái tôn. Tuy nhiên, do vẫn còn bực bội trước vụ ma thuật khi xưa, Lương Vũ Đế đã lưỡng lự trong nhiều ngày mà chưa đưa ra quyết định, và cuối cùng đã không làm như vậy. Thay vào đó, chống lại quan điểm phổ biến của Nho giáo, Lương Vũ Đế đã lập hoàng đệ đồng mẫu của Tiêu Thống là Tiêu Cương làm hoàng thái tử. Để bù đắp cho ba nhi tử của Tiêu Thống, Lương Vũ Đế phong họ làm thân vương của các quận lớn. Năm 551, Hầu Cảnh đã phế truất Lương Giản Văn Đế Tiêu Cương và lập cháu nội của Tiêu Thống là Dự Chương vương Tiêu Đống làm hoàng đế.

## Di sản văn chương
Trong giai đoạn làm Thái tử, Tiêu Thống và những người khác đã biên soạn một bộ tổng tập thi văn mà ông gọi là Văn tập (文選), và sau khi ông qua đời, tác phẩm này được gọi là Chiêu Minh văn tuyển (昭明文選)- kèm với thụy hiệu của ông. Đây là một công trình có ý nghĩa lịch sử quan trọng, nếu không có nó thì nhiều bản văn cổ có thể đã thất truyền. Văn tuyển bao gồm 60 quyển.